# 向国
向国,是中国古代夏朝和春秋时代的诸侯国。

## 夏朝的向国
神农氏有裔孙，名字叫做向，被封为诸侯，建立了夏朝的向国。这个向国建立之后不久就灭亡了。

## 周代、春秋时期的向国
周代的向国，故址在山东莒县南部。后来莒国灭亡向国之后，向国国君的后代就以原国名为姓。